# Lambertus van Kessel
Lambertus van Kessel SMM (* 8. September 1912 in den Niederlanden; † 7. November 1980) war ein Montfortaner Pater und von 1961 bis 1973 römisch-katholischer Bischof des Bistums Sintang.

## Leben
Van Kessel empfing am 12. Februar 1939 die Priesterweihe, nachdem er in den Missionsorden der Montfortaner eingetreten war. Papst Pius XII. ernannte den 35-Jährigen am 4. Juni 1949 zum Apostolischen Präfekt von Sanggau, am 23. April 1956 zum Apostolischen Vikar. Mit der Erhebung des Vikariats zur Diözese durch Papst Paul VI., erfolgte am 16. Mai 1961 die Ernennung van Kessels zum ersten Bischof. Die Bischofsweihe empfing er durch den Erzbischof von Blantyre, John Baptist Hubert Theunissen, am 15. August 1961. Mitkonsekratoren waren Rémy Jérôme Augustin (Bistum Port-de-Paix) sowie Francisco José Bruls Canisius (Erzbistum Villavicencio). Alle vier Bischöfe gehörten den Montfortaner an.
Van Kessel war Konzilsvater auf allen vier Sitzungsperioden des Zweiten Vatikanischen Konzils. Er resignierte am 25. Mai 1973 und starb am 7. November 1980.